# Enok Sarri
Enok Nikolaus Sarri, född 7 februari 1909 i Masugnsbyn, död 28 november 2004 i Kiruna, var en svensk-samisk fjällguide, väderobservatör (för SMHI 1950-75) och väderspåman. 
Enok Sarri var äldste son till Nils Olsson Sarri och Maria Sarri och bror till Annok Sarri Nordrå och Lasse Sarri. Familjen hade totalt 14 barn och flyttade till Nikkaluokta som en av de först fast bosatta familjerna år 1911. 
Byn bildades eftersom några svåra betesår hade bidragit att en del familjer blev av med sina renar och bland dem fanns familjen Sarri. Byggandet av Malmbanan hade emellertid gjort att det blivit populärt för societéten att besöka området och genomgå lagom svåra strapatser. Nils och Maria såg här en möjlighet att överleva ekonomiskt. Byn Nikkaluokta bildades av familjer som ville bli mindre ekonomiskt utsatta än de var när all inkomst kom enbart från renskötseln.
Fadern blev snart anställd av Svenska Turistföreningen som den förste tillsyningsmannen för Kebnekaise fjällstation, där han även var verksam som fjällguide. 
Enok fick därmed en tidig inblick i vad fjällturism dåförtiden innebar och följde som vuxen i faderns spår. Han arbetade främst som tillsyningsman/föreståndare för stationen och fjällguide. Men när telefonen kom till Nikkaluokta blev det också intressant för SMHI att få in dagliga rapporter därifrån. Eftersom platsen ofta hade kallaste temperaturnoteringen blev Enok Sarri då och då kontaktad av olika tidningar så man ville veta hur det var att bo så till den grad kallt till.
Enok Sarri var försedd med ett sällsynt utvecklat sinne för PR, som bland annat gjorde att han alltid gick klädd i traditionell kolt och samisk huvudbonad. Den tidens turister fann detta pittoreskt och charmerande, vilket bland annat gjorde att han blev mycket flitigt fotograferad.
Att spå i döda djurs inälvor och annat i naturen, är en mycket gammal metod. Enok spådde väder trots att han arbetade för SMHI, något som inte verkar ha utgjort ett problem. Huruvida hans metoder helt och hållet var från samisk tradition eller en blandform är oklart. 
Enok Sarri spådde mera än väder. Han blev rikskänd 1977 när han spådde att kungaparets förstfödde skulle bli en prins och lovade att krypa mellan Nikkaluokta och Kiruna om så inte skulle bli fallet. När prinsessan Victoria fötts upptäckte journalisterna att löftet var lätt att infria, då Kirunas kommungräns bara låg några meter från Sarris stuga i Nikkaluokta.
Enok Sarri avled vid nära 95 års ålder. Till TT sade sonen Olov: 
-Han fortsatte med vädret långt upp i åldern, men fick trappa ner lite de sista åren. Han har fått leva ett långt och innehållsrikt liv och fick vara frisk.